# Wybory prezydenckie na Wybrzeżu Kości Słoniowej w 2010 roku

Wybrzeże Kości Słoniowej na tle Unii Afrykańskiej

Wybory prezydenckie na Wybrzeżu Kości Słoniowej w 2010 roku przeprowadzono 31 października i 28 listopada 2010. Początkowo planowane na październik 2005, w rezultacie wielokrotnych przesunięć z powodów sytuacji braku bezpieczeństwa i problemów organizacyjnych, przeprowadzone zostały dopiero po 5 latach.
W pierwszej turze głosowania 31 października 2010 zwyciężył urzędujący prezydent Laurent Gbagbo, który zdobył 38% głosów, pokonując byłego premiera Alassane’a Ouattarę (32% głosów) i byłego prezydenta Henri Konana Bédié (25% głosów).
W drugiej turze głosowania 28 listopada 2010 Alassane Ouattara pokonał prezydenta Gbagbo, zdobywając 54,1% głosów według wyników ogłoszonych przez komisję wyborczą. Wyniki te zostały jednakże unieważnione przez Radę Konstytucyjną, która za zwycięzcę wyborów uznała Laurenta Gbagbo (51,45% głosów). W rezultacie obaj kontrkandydaci ogłosili swoje zwycięstwo i 4 grudnia 2010 niezależnie od siebie zostali zaprzysiężeni na stanowisko prezydenta, co doprowadziło do kryzysu politycznego w kraju.
Międzynarodowi obserwatorzy uznali wybory za generalnie wolne i uczciwe, pomimo przypadków przemocy. Społeczność międzynarodowa za prawowitego zwycięzcę wyborów i nowego prezydenta uznała Alassane Ouattarę i wezwała Laurenta Gbagbo do poszanowania woli wyborców.

## Sytuacja polityczna na Wybrzeżu Kości Słoniowej

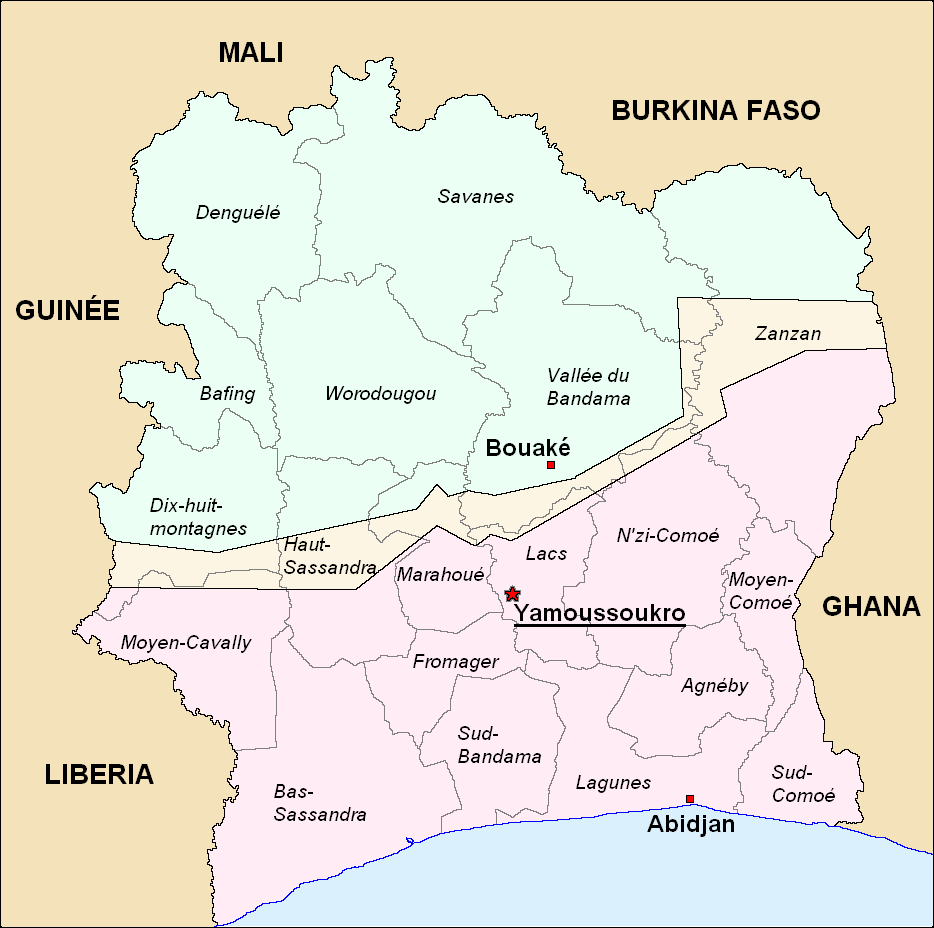
Podział Wybrzeża Kości Słoniowej na część północną (kontrolowaną przez rebeliantów) i południową (kontrolowaną przez rząd) w czasie wojny domowej z lat 2002–2007

Prezydent Wybrzeża Kości Słoniowej wybierany jest na 5-letnią kadencję w głosowaniu powszechnym z możliwością jednej reelekcji. 22 października 2000 nowym szefem państwa został wybrany Laurent Gbagbo z Frontu Ludowego Wybrzeża Kości Słoniowej (Front populaire ivoirien, FPI).
We wrześniu 2002 w kraju wybuchła wojna domowa pomiędzy północą, zamieszkaną w dużej mierze przez muzułmanów i emigrantów z państw ościennych a bardziej jednorodnym religijnie (chrześcijaństwo) i etnicznie (Iworyjczycy) południem. Na czele Nowych Sił, organizacji zbrojnej rebeliantów, stanął Guillaume Soro. Nowe Siły walczyły z wojskami lojalnymi wobec prezydenta Gbagbo. W marcu 2003 między stronami zawarty został rozejm. Jednakże porozumienie pokojowe zostało podpisane dzięki mediacji międzynarodowej dopiero w marcu 2007 w Wagadugu. Na jego mocy utworzony został koalicyjny rząd, na czele którego stanął Guillaume Soro, a w kraju miały odbyć się demokratyczne wybory prezydenckie.

## Organizacja i przygotowania do wyborów (2005–2009)
Wybory prezydenckie zgodnie z konstytucją powinny odbyć się w październiku 2005. Jednakże ich organizacja była niemożliwa z powodu braku bezpieczeństwa i wciąż tlącego się konfliktu, a także rozmów pokojowych toczonych przez stronę rządową z ugrupowaniami rebelianckimi. Prezydent Gbagbo wydał wówczas dekret wydłużający swoje rządy, co również potwierdziła Organizacja Narodów Zjednoczonych, przedłużając jego mandat o jeden rok. Sytuacja powtórzyła się w roku następnym. W listopadzie 2006 ONZ ponownie wydłuża mandat prezydencki na kolejny rok.
Po podpisaniu w marcu 2007 porozumienia pokojowego kończącego wojnę domową i utworzeniu rządu jedności narodowej, obie strony konfliktu zobowiązały się do przeprowadzenia demokratycznych wyborów prezydenckich. W listopadzie 2007, kiedy mijał mandat prezydencki ONZ, prezydent Gbagbo i premier Guillaume Soro uzgodnili, że wybory prezydenckie odbędą się przed końcem czerwca 2008. Jednakże w kwietniu 2008 władze ogłosiły, że wybory odbędą się 30 listopada 2008. W połowie października 2008 prezydent i premier raz jeszcze uzgodnili przesunięcie wyborów z powodu opóźnień w procesie tworzenia nowego spisu wyborców i problemów z zapewnieniem bezpieczeństwa w trakcie głosowania. 14 maja 2009 premier Soro ogłosił, że wybory odbędą się 29 listopada 2009.
W połowie października 2009 członkowie komisji wyborczej (Commission Electorale Indépendante, CEI) poinformowali o opóźnieniach w procesie rejestracji wyborców. Oświadczyli, że spis wyborców w formie elektronicznej otrzymali dopiero wraz z początkiem miesiąca i w związku z tym niemożliwe będzie jego ostateczne opracowanie do listopada. 11 listopada komisja oficjalnie orzekła, że organizacja wyborów będzie niemożliwa z przyczyn technicznych. W celu zażegnania kryzysu w mediację zaangażował się prezydent Burkina Faso Blaise Compaoré. 3 grudnia 2009 w Wagadugu strony ustaliły, że wybory odbędą się na przełomie lutego i marca 2010.

## Spór o listy wyborców i kryzys polityczny 2010
W styczniu 2010 w kraju wybuchł spór polityczny o nowe listy wyborców. Do udziału w wyborach zarejestrowanych zostało 5,3 mln osób, podczas gdy status około miliona obywateli nie został nadal zdefiniowany. Listy wyborców były szczególnie wrażliwą sprawą i źródłem potencjalnych konfliktów. Odnosiły się bowiem wprost do kwestii obywatelstwa i pochodzenia etnicznego, które były jednymi z powodów wybuchu wojny domowej w 2002. Wraz z rejestracją obywateli, wydawane miały im być nowe dowody tożsamości. 9 stycznia 2010 prezydent Gbagbo zarzucił przewodniczącemu komisji wyborczej fałszowanie spisu wyborców. Oskarżył go o dopisanie nazwisk ponad 400 tys. osób, będących według niego obcokrajowcami. Opozycja oskarżyła prezydenta o próbę wstrzymywania procesu wyborczego i dalszego wydłużania swojej władzy. Stwierdziła, że większość zakwestionowanych osób, pochodzi z grup etnicznych z północnych regionów kraju, tradycyjnie mniej przychylnych kandydaturze Gbagbo. 12 lutego 2010 prezydent rozwiązał komisję wyborczą oraz rząd, deklarując powołanie nowych instytucji kontynuujących proces wyborczy.
Z powodu rozwiązania rządu i komisji wyborczej w różnych miejscach w kraju, w tym w największych miastach, wybuchły antyprezydenckie protesty. Służby porządkowe do ich tłumienia użyły gazu łzawiącego i ostrej amunicji. W wyniku demonstracji i starć z policją zginęło co najmniej 7 osób. Politycy zdołali się jednak porozumieć. 23 lutego 2010 premier Soro ogłosił skład nowego gabinetu, w którym zasiedli przedstawiciele wszystkich największych partii politycznych, w tym opozycyjnej Partii Demokratycznej Wybrzeża Kości Słoniowej (PDCI) oraz Zgromadzenia Republikanów (RDR). Przybyły do Wybrzeża Kości Słoniowej w celu prowadzenia mediacji prezydent Burkina Faso Blaise Compaoré poinformował, że strony przystały na organizację wyborów w kwietniu bądź maju 2010. 26 lutego 2010, po porozumieniu prezydenta, premiera i opozycji, powołany został nowy skład komisji wyborczej, na czele której stanął członek opozycyjnej PDCI. Nowa komisja przystąpiła do przerwanej pracy.

## Finalizacja przygotowań wyborczych
5 sierpnia 2010 premier Guilaume Soro wyznaczył datę wyborów prezydenckich na 31 października 2010, informując także, że zakończył się etap weryfikacji list wyborców.
9 września 2010 prezydent Gbagbo zatwierdził ostateczne listy wyborców, co otworzyło drogę do organizacji głosowania. Zatwierdzone listy tylko nieznaczne różniły się od tych zakwestionowanych w styczniu przez prezydenta. Ostatecznie znalazło się na nich 5,725 mln osób. Na początku października 2010 w całym kraju rozpoczął się proces wydawania zarejestrowanym obywatelom nowych dowodów tożsamości. 15 października 2010 rozpoczęła się trwająca 15 dni kampania wyborcza. Oprócz krajowych służb porządku w kraju pilnował 8-tysięczny kontyngent wojsk pokojowych ONZ (UNOCI), przybyły do nadzorowania procesu pokojowego po wojnie domowej oraz 1,5 tys. policjantów z ONZ.
Na kilka dni przed wyborami pojawiły się doniesienia o znacznych opóźnieniach w wydawaniu biometrycznych dowodów tożsamości, umożliwiających głosowanie oraz innych problemach logistycznych, jednakże władze zadeklarowały organizację wyborów w zaplanowanym czasie. Same koszty stworzenia nowego rejestru wyborców i produkcji dowodów tożsamości zostały oszacowane na 400 mln USD, przez co część komentatorów określiła wybory mianem najdroższych na świecie. Głosy wyborców zliczane były za pomocą elektronicznego systemu, obsługiwanego przez szwajcarską firmę.

## Kandydaci

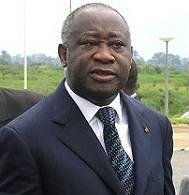
Prezydent Laurent Gbagbo

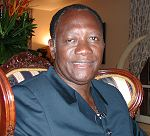
Alassane Ouattara

Komisja wyborcza (CEI) w listopadzie 2009 zarejestrowała do udziału w wyborach 14 kandydatów, odrzucając przy tym 6 kandydatur. Jednakże realne szanse na zwycięstwo miało trzech z nich:
- Laurent Gbagbo – urzędujący od 2000 prezydent Wybrzeża Kości Słoniowej z Frontu Ludowego Wybrzeża Kości Słoniowej (FPI)
- Henri Konan Bédié – prezydent w latach 1993–1999, obalony w wyniku zamachu stanu. Lider opozycyjnej Partii Demokratycznej Wybrzeża Kości Słoniowej (PDCI)
- Alassane Ouattara – premier w latach 1990–1993, muzułmanin pochodzący z północy kraju. Lider opozycyjnego Zgromadzenia Republikanów (RDR)[19]

Pozostali kandydaci:
- Félix Akoto Yao – bezpartyjny
- Kobena Anaky – Mouvement des Forces d’Avenir (MFA)
- Adama Dolo – bezpartyjny
- Aka Enoh – bezpartyjny
- Konan Gnamien – Union Pour la Côte d’Ivoire (UPCI)
- Siméon Konan – bezpartyjny
- Jacqueline Oble – bezpartyjna
- Toikeusse Mabri – Union pour la Démocratie et pour la Paix en Côte d’Ivoire (UDPCI)
- Pascal Tagoua – bezpartyjny
- Henri Tohou – Union Socialiste du Peuple (USP)
- Francis Wodié – Parti Ivoirien des Travailleurs (PIT)

Faworytem wyborów pozostawał urzędujący prezydent Gbagbo, jednak zdaniem komentatorów do rozstrzygnięcia konieczna mogła okazać się druga tura wyborów. Według sondażu wyborczego z października 2010, oddanie głosu na Gbagbo zadeklarowało 46% respondentów, podczas gdy 26% z nich opowiedziało się byłym prezydentem Bédié, a 24% za byłym premierem Ouattarą.

## Programy wyborcze
Prezydent Gbagbo w swoim programie wyborczym zapowiadał reformę przemysłu kakaowego (Wybrzeże Kości Słoniowej jest największym producentem kakao na świecie) i wzrost jego produkcji z 1,2 mln do 2 mln ton rocznie. Obiecywał budowę autostrady wewnątrz kraju, biegnącej do północnej granicy z państwami nieposiadającymi dostępu do oceanu, celem zwiększenia tranzytu ich towarów. Zobowiązał się również do rozbudowy portu w Abidżanie i budowy nowego mostu nad laguną w tym mieście, a także przeniesienia do stolicy (Jamusukro) większej liczby placówek rządowych.
Henri Konan Bédié, reprezentujący Partię Demokratyczną Wybrzeża Kości Słoniowej, która rządziła krajem od czasu uzyskania niepodległości w 1960 do 1999, zapowiadał powrót do „złotego okresu” prezydentury Félixa Houphouët-Boigny. Obiecywał reformę przemysłu kakaowego, wprowadzenie systemu stabilizacji cen, lecz jednocześnie rozbudowę przemysłu ciężkiego, stworzenie specjalnych stref przemysłowych zwolnionych z podatków i uniezależnienie gospodarki od importu produktów rolnych. Zobowiązał się do rozwoju elektryfikacji kraju, podłączania do sieci elektrycznej 250 wiejskich regionów rocznie oraz rozwój oświaty i budowę 12 centrów szkoleniowo-edukacyjnych.
Alassane Ouattara, podobne jak dwaj jego rywale, opowiadał się za reformą sektora kakaowego, gwarantując rolnikom co najmniej 50% ceny rynkowej produktu. Zapowiadał walkę z bezrobociem i stworzenie miliona miejsc pracy w różnych sektorach gospodarki w ciągu 5-letniej kadencji. Kładł nacisk na rozwój edukacji i służby zdrowia, obiecując budowę nowych placówek szkolnych i wprowadzenie bezpłatnego szkolnictwa dla dzieci do 15 lat (w miejsce bezpłatnej edukacji tylko na poziomie podstawowym). Dodatkowo zobowiązał się do budowy co najmniej 5 szpitali i 100 klinik, w celu rozmieszczenia centrów zdrowia w odległości nie większej niż 5 km od każdej wioski.

## Głosowanie i wyniki I tury wyborów
Pierwsza tura głosowania 31 października 2010 przebiegła w pokojowej atmosferze, przy zauważalnie wysokiej frekwencji wyborczej. Wyborcy głosowali w godzinach 7:00–17:00 w ponad 20 tys. lokali wyborczych. Dzień wcześniej premier Guillaume Soro wezwał wszystkich kandydatów do zaakceptowania wyników głosowania. O to samo dzień po wyborach zaapelował szef misji pokojowej ONZ Choi Young-jin, który pogratulował obywatelom dyscypliny w czasie głosowania. Również przedstawiciele wszystkich głównych kandydatów wyrazili zadowolenie z przebiegu wyborów. 1 listopada 2010 komisja wyborcza zapowiedziała ogłoszenie wyników w czasie regulaminowych 3 dni począwszy od daty wyborów, wyrażając równocześnie zadowolenie z wysokiej frekwencji, którą szacowała wstępnie na ok. 80%. Karty z głosami wyborców zostały przetransportowane przez siły pokojowe ONZ do Abidżanu, gdzie pod ich nadzorem rozpoczął się proces ich elektronicznego zliczania.
3 listopada 2010 Niezależna Komisja Wyborcza (Commission Electorale Indépendante, CEI) ogłosiła wyniki głosowania. Do drugiej tury wyborów przeszedł prezydent Laurent Gbagbo z wynikiem 38,04% głosów oraz Alassane Ouattara (32,07%). Henri Konan Bédié zajął trzecie miejsce, uzyskawszy 25,24% głosów. Frekwencja wyborcza wyniosła 83,73%. Prezydent Gbagbo najwięcej głosów uzyskał na południu i zachodzie kraju, były premier Ouattara na północy, a były prezydent Bédié w regionach centralnych.
Wbrew obawom obserwatorów, po ogłoszeniu wyników wyborów nie doszło do masowych protestów. Wszyscy trzej główni kandydaci byli pod silną międzynarodową presją akceptacji wyników głosowania. Przeciwko wynikom protestowało 4 listopada wyłącznie kilkuset aktywistów Partii Demokratycznej Wybrzeża Kości Słoniowej (PDCI) przed jej siedzibą w Abidżanie. Bédié zarzucił władzom fałszerstwa wyborcze i wezwał do ponownego przeliczenia głosów. Szef misji ONZ wezwał jego zwolenników do nieuciekania się do niedemokratycznych metod. Wyniki wyborów do 10 listopada musiała zatwierdzić Rada Konstytucyjna. 5 listopada 2010 Bédié złożył skargę wyborczą do komisji wyborczej (CEI), domagając się powtórnego liczenia głosów.
Członkowie sztabu Gbagbo podejrzliwie odnieśli się do wyników wyborów w północnych regionach kraju, gdzie Alassane Ouattara osiągnął zdecydowaną przewagę. W rejonach Denguélé i Savanes w pobliżu granicy z Mali głosowało na niego odpowiednio 93% i 86% wyborców. Sztab Gbagbo stawiał pytania o uczciwość wyników w północnych rejonach, kontrolowanych wciąż w dużej mierze przez ugrupowania rebelianckie z czasów wojny domowej. 5 listopada 2010, w odpowiedzi na niepotwierdzone doniesienia o spotkaniu prezydenta Senegalu Abdoulaye Wade z Alassane Ouattarą, iworyjski rząd wezwał przedstawiciela dyplomatycznego tego kraju i złożył na jego ręce notę protestacyjną, uznając zdarzenie za „akt nieprzyjacielski, równoznaczny z ingerencją w sprawy wewnętrzne kraju”. Partia Ouattary nie potwierdziła spotkania z prezydentem Senegalu.
6 listopada 2010 Rada Konstytucyjna zatwierdziła wyniki wyborów, odrzucając tym samym wszelkie skargi wyborcze. Jej przewodniczący Paul Yao N’Dre oznajmił, że wyniki z poszczególnych lokali wyborczych nie wykazują, żadnych nieprawidłowości, które mogłyby naruszyć wiarygodność głosowania i wpłynąć na jego całościowy rezultat. Rada Konstytucyjna wyznaczyła datę drugiej tury wyborów na 21 listopada 2010. 8 listopada 2010 premier Guillaume Soro, na wniosek komisji wyborczej, przesunął datę wyborów na 28 listopada 2010 z powodów „praktycznych, technicznych i logistycznych”.
12 listopada 2010 wyniki wyborów zatwierdził Choi Youn-jin, szef misji pokojowej ONZ w Wybrzeżu Kości Słoniowej, co było konieczne w świetle postanowień porozumienia z 2007 kończącego wojnę domową. Uznał proces wyborczy za uczciwy i przejrzysty, oznajmiając, że w jego trakcie nie doszło do żadnych manipulacji wpływających na wynik wyborów.

Wyniki I tury wyborów prezydenckich według regionów: różowy – zwycięstwo Gbagbo; zielony – zwycięstwo Ouattary; niebieski – zwycięstwo Bédié

- Szczegółowe wyniki I tury wyborów:

| Kandydat – Partia polityczna | Kandydat – Partia polityczna  | Liczba głosów | %      |
| ---------------------------- | ----------------------------- | ------------- | ------ |
|                              | Laurent Gbagbo (FPI)          | 1 756 504     | 38,04% |
|                              | Alassane Ouattara (RDR)       | 1 481 091     | 32,07% |
|                              | Henri Konan Bédié (PDCI)      | 1 165 532     | 25,24% |
|                              | Toikeusse Mabri (UPDCI)       | 118 671       | 2,57%  |
|                              | Konan Gnamien (UPCI)          | 17 100        | 0,37%  |
|                              | Francis Wodié (PIT)           | 13 406        | 0,29%  |
|                              | Siméon Konan (bezpartyjny)    | 12 357        | 0,27%  |
|                              | Jacqueline Oble (bezpartyjna) | 12 273        | 0,27%  |
|                              | Pascal Tagoua (bezpartyjny)   | 11 674        | 0,25%  |
|                              | Kobena Anaky (MFA)            | 10 663        | 0,23%  |
|                              | Adama Dolo (bezpartyjny)      | 5 972         | 0,13%  |
|                              | Aka Enoh (bezpartyjny)        | 5 311         | 0,12%  |
|                              | Félix Akoto Yao (bezpartyjny) | 4 773         | 0,10%  |
|                              | Henri Tohou (USP)             | 2 423         | 0,05%  |
| Głosy nieważne               | Głosy nieważne                | 225 624       |        |
| Razem (frekwencja 83,73%)    | Razem (frekwencja 83,73%)     | 4 843 445     | 100%   |
| Źródło:                      |                               |               |        |

## Ocena głosowania
Wybory monitorowane były przez zagranicznych i lokalnych obserwatorów. Swoje misje przysłała m.in. ONZ, Unia Europejska, Unia Afrykańska oraz ECOWAS. Dodatkowo proces wyborczy obserwowały 34 lokalne organizacje społeczne.
Międzynarodowi obserwatorzy pochwalili przebieg wyborów i uznali je za wiarygodne. ONZ, UA i UE wyraziły zadowolenie z pokojowego charakteru głosowania, które uznały za ważny krok na drodze do przywrócenia w kraju trwałego pokoju i wyjścia z kryzysu.
Szef 120-osobowej misji UE Cristian Preda oznajmił, że nie wykryła ona dowodów na fałszerstwa wyborcze. Zwrócił jednak uwagę na kilka nieprawidłowości, w tym opóźnienia w otwarciu lokali wyborczych w 80% skontrolowanych miejsc, nieprawidłowości w zapieczętowaniu urn wyborczych w 10% skontrolowanych lokali, opóźnienia w publikacji cząstkowych wyników wyborów oraz brak dostępu dla obserwatorów do głównej siedziby komisji wyborczej w Abidżanie, gdzie ostatecznie zliczano głosy. Jednak ostatecznie misja wyraziła satysfakcję z przebiegu procesu wyborczego. Szef misji pokojowej ONZ zalecił natomiast poprawę w zakresie tempa publikacji wyników wyborów przed ich drugą turą.
W kolejnych dniach po wyborach misja UE poskarżyła się raz jeszcze na niewpuszczenie jej obserwatorów do siedziby komisji wyborczej w czasie końcowego zliczania głosów, nazywając tego typu działanie „niedopuszczalną obstrukcją”. W odpowiedzi CEI oskarżyła UE o „ingerencję” w sprawy wewnętrzne i oznajmiła, że jej członkowie spotykali się z „wyniosłym i pogardliwym stosunkiem” ze strony części unijnych obserwatorów.

## Kampania i sytuacja przed II turą wyborów
| Przebieg procesu wyborczego | Przebieg procesu wyborczego                                                                                            |
| --------------------------- | --- |
| październik 2005            | Konstytucyjny termin wyborów; roczne przedłużenie mandatu prezydenta Laurenta Gbagbo przez ONZ                         |
| listopad 2006               | Przedłużenie mandatu prezydenta Gbagbo przez ONZ na kolejny rok                                                        |
| marzec 2007                 | Podpisanie porozumienia pokojowego kończącego wojnę domową                                                             |
| listopada 2007              | Porozumienie prezydenta i premiera Guilaume’a Soro o organizacji wyborów do końca czerwca 2008                         |
| kwiecień 2008               | Przesunięcie daty wyborów na 30 listopada 2008                                                                         |
| październik 2008            | Bezterminowe odroczenie głosowania                                                                                     |
| 14 maja 2009                | Wyznaczanie daty wyborów na 29 listopada 2009                                                                          |
| listopad 2009               | Rejestracja kandydatów przez komisję wyborczą; odroczenie przez nią głosowania z powodów problemów technicznych        |
| 3 grudnia 2009              | Mediacja w Burkina Faso, wyznaczenie wstępnej daty wyborów na luty/marzec 2010                                         |
| styczeń 2010                | Spór o listy wyborców między prezydentem Gbagbo a komisją wyborczą                                                     |
| 12 lutego 2010              | Rozwiązanie przez prezydenta komisji wyborczej i rządu; wybuch zamieszek i śmierć co najmniej 7 osób                   |
| 26 lutego                   | Powołanie nowej komisji wyborczej                                                                                      |
| 5 sierpnia                  | Wyznaczenie daty wyborów na 31 października 2010                                                                       |
| 9 września                  | Zatwierdzenie list wyborców przez prezydenta                                                                           |
| 15 października             | Początek kampanii wyborczej                                                                                            |
| 31 października             | Pierwsza tura wyborów                                                                                                  |
| 3 listopada                 | Ogłoszenie wyników pierwszej tury wyborów przez komisję wyborczą                                                       |
| 6 listopada                 | Zatwierdzenie wyników pierwszej tury wyborów przez Radę Konstytucyjną                                                  |
| 12 listopada                | Zatwierdzenie wyników pierwszej tury wyborów przez szefa misji pokojowej ONZ                                           |
| 23–24 listopada             | Wzmocnienie sił bezpieczeństwa i sił ONZ przed drugą turą wyborów                                                      |
| 25 listopada                | Debata Gbagbo–Ouattara, starcia zwolenników dwóch kandydatów w Abidżanie                                               |
| 26 listopada                | Śmierć co najmniej 4 osób w zamieszkach między zwolennikami obu kandydatów                                             |
| 27 listopada                | Wprowadzenie w kraju godziny policyjnej; protest zwolenników Ouattary i śmierć co najmniej 3 osób                      |
| 28 listopada                | Druga tura wyborów; śmierć co najmniej 3 osób w zamieszkach powyborczych                                               |
| 1 grudnia                   | Atak na biuro Alassane Ouattary w Abidżanie, śmierć co najmniej 4 osób                                                 |
| 2 grudnia                   | Ogłoszenie przez komisję wyborczą wygranej Ouattary                                                                    |
| 3 grudnia                   | Ogłoszenie przez Radę Konstytucyjną zwycięstwa Gbagbo; stwierdzenie przez szefa misji ONZ zwycięstwa Alassane Ouattary |
| 4 grudnia                   | Równoległe zaprzysiężenia Gbagbo i Ouattary; powołanie Guillaume’a Soro na stanowisko szefa rządu przez Ouattarę       |
| 5 grudnia                   | Powołanie Gilberta Marie N’gbo Aké na stanowisko szefa rządu przez Laurenta Gbagbo                                     |

7 listopada 2010 Alassane Ouattara i Henri Konan Bédié potwierdzili zawarty jeszcze przed pierwszą turą głosowania sojusz wyborczy w przypadku przegranej jednego z nich. Bédié wezwał swoich zwolenników do wsparcia kandydatury Ouattary. Jednak zdaniem części komentatorów, nie było jasne jak wielu jego wyborców, pochodzących głównie z zamieszkującej chrześcijańskie centrum i południe kraju grupy etnicznej Baoulé, poprze Ouattarę, wspieranego w przeważającej większości przez muzułmanów z północy i oskarżanego w przeszłości o wspieranie rebeliantów w czasie wojny domowej. O pozyskanie głosów grupy Baoulé starali się obaj kandydaci. Alassane Ouattara zapowiadał współpracę po wyborach z Henri Konanem Bédié oraz wzmocnienie Jamusukro jako ośrodka stołecznego. Zorganizował tam wiec z udziałem ok. 2 tys. lokalnych liderów grupy Baoulé oraz nawiedził grób prezydenta Félixa Houphouët-Boigny. Laurent Gabgbo wziął udział w wiecu w Sakassou, gdzie według rodzimych wierzeń znajdować się miał dom jednego z bóstw, „królowej matki”. Uczestniczyło w nim ok. 2,5 tys. wodzów plemiennych ludu Akan, wchodzącego w skład grupy Baoulé.
Kampania wyborcza przed drugą turą wyborczą uległa zaostrzeniu, co wywołało obawy przed wybuchem przemocy. Obaj kandydaci kierowali pod swoim adresem wzajemne oskarżenia. Prezydent Gbagbo oskarżał swojego rywala o burkińskie pochodzenie. Używał ksenofobicznej retoryki, opowiadając się przeciw napływowi do kraju imigrantów z państw sąsiednich. Ouattara zarzucał z kolei urzędującemu prezydentowi dojście do władzy na drodze zamachu stanu i wprowadzenie do języka polityki agresji i przemocy.
23 listopada 2010 rozpoczął się proces wzmacniania bezpieczeństwa przed ponownym głosowaniem. Władze rozlokowały w całym kraju dodatkowe 2 tys. żołnierzy. Taką samą liczbę dodatkowych wojsk zmobilizowały również Nowe Siły spośród wciąż nierozbrojonych swoich bojowników. 24 listopada także ONZ zadecydowała o wzmocnieniu kontyngentu sił pokojowych w Wybrzeżu Kości Słoniowej trzema oddziałami piechoty (ok. 500 żołnierzy) oraz dwoma helikopterami. Siły te zostały relokawane z misji w Liberii na okres 4 tygodni.
25 listopada 2010 między zwolennikami dwóch kandydatów doszło do starć na przedmieściach Abidżanu. W ich wyniku kilkadziesiąt osób zostało rannych. Szef misji ONZ Choi Youn-jin oraz pozarządowa organizacja International Crisis Group zaapelowali do kandydatów o obniżenie poziomu agresji w swojej retoryce oraz powstrzymania się od ogłaszania własnego zwycięstwa do czasu podania wyników głosowania przez komisję wyborczą. Z apelem o zachowanie spokoju, opanowania i odpowiedzialności zwróciła się także Unia Europejska, Francja oraz prezydent Burkina Faso Blaise Compaoré, który zapowiedział podróż do Wybrzeża Kości Słoniowej w kolejnych dniach. O pokojowy udział w wyborach zaapelowały także piłkarskie gwiazdy z kadry narodowej: Didier Drogba, Yaya Touré, Kolo Touré i Gervinho.
Wieczorem 25 listopada 2010 Laurent Gbagbo i Alassane Ouattara wzięli udział w dwu i półgodzinnej debacie telewizyjnej na żywo, w trakcie której unikali wzajemnych oskarżeń, koncentrując się na swoim programie politycznym. Nie spowodowało to jednak wyciszenia nastrojów, gdyż 26 listopada 2010 w zamieszkach między zwolennikami dwóch kandydatów zginęły co najmniej 4 osoby.
27 listopada 2010 władze ogłosiły wprowadzenie godziny policyjnej (w godzinach 22:00–6:00) w ciągu pięciu kolejnych nocy. Szef armii, gen. Philippe Mangou uzasadniał zastosowanie tego środka względami bezpieczeństwa i potrzebą ochrony życia ludzi. Decyzję skrytykował Allasane Ouattara. Uznał ją za niekonstytucyjną i w jego ocenie możliwą do podjęcia tylko w przypadku niepokojów, ale już po przeprowadzeniu głosowania. Przeciwko wprowadzeniu policyjnej protestowali w Abidżanie jego zwolennicy, zdaniem których stwarzała ona możliwość fałszerstw wyborczych. W wyniku ostrzału protestujących ze strony służb bezpieczeństwa zginęły co najmniej 3 osoby. W czasie rozmów z prezydentem Burkina Faso Blaise’em Compaoré dwaj kandydaci zobowiązali się do uszanowania wyniku wyborów.

## Głosowanie i publikacja wyników II tury wyborów przez komisję wyborczą
Głosowanie w drugiej turze wyborów rozpoczęło się 28 listopada 2010 o godzinie 7:00 i trwało do 17:00. Część lokali wyborczych została jednak otwarta później ze względu na opóźnienia w dostarczeniu materiałów wyborczych z powodu godziny policyjnej. Prezydent Gbagbo przyznał, że w niektórych częściach kraju doszło do nieprawidłowości w tej kwestii, jednak wyraził przekonanie o pomyślnym przebiegu całego procesu. Opóźnienia spowodowały w wielu przypadkach długie kolejki w lokalach wyborczych i wzrost napięcia społecznego.
Ponieważ komisja wyborcza nie spełniła swoich wcześniejszych zapowiedzi i wieczorem 28 listopada nie opublikowała pierwszych cząstkowych wyników głosowania, sytuacja stała się jeszcze bardziej napięta. Już kilka godzin po zakończeniu głosowania doszło do pierwszych starć zwolenników dwóch kandydatów. Według źródeł ONZ, w ich wyniku zginęły 3 osoby. Najwięcej incydentów odnotowano w środkowej i zachodniej części kraju. Sztaby wyborcze oskarżały się nawzajem o zastraszanie wyborców i uniemożliwienie im oddania głosów oraz o fałszerstwa wyborcze. Komisja wyborcza zapowiedziała publikację pierwszych wyników na wieczór 29 listopada 2010.
Szef misji pokojowej ONZ Choi Youn-jin potwierdził, że w czasie i po głosowaniu doszło do aktów przemocy i niepokojów, uznał jednak, że odbyły się one w „demokratycznej atmosferze”. Również szef misji obserwacyjnej UE Cristian Preda oświadczył, iż pomimo pojedynczych przypadków nieprawidłowości i przemocy, głosowanie zostało przeprowadzone w sposób odpowiedni. Wybory za generalnie wolne i uczciwe uznała również Unia Afrykańska oraz misja obserwacyjna Carter Centre (Centrum Cartera).
29 listopada 2010 komisja wyborcza ogłosiła tylko wyniki z okręgów z zagranicy, a publikację kolejnych zapowiedziała na następny dzień. Zgodnie z prawem CEI miała na ogłoszenie wyników wyborów 3 dni, które następne musiała zatwierdzić Komisja Konstytucyjna, a także międzynarodowa misja ONZ – UNOCI. 29 listopada sztab prezydenta Gbagbo zakwestionował wciąż nieopublikowane wyniki głosowania w trzech północnych regionach kraju, w których miało dojść jego zdaniem do masowych fałszerstw dokonywanych przez kontrolujących region rebelianckich bojowników z Nowych Sił. Obóz Ouattary wyraził natomiast wątpliwości co do wyników głosowania w regionach zachodnich i oskarżył prezydenta o wstrzymywanie publikacji rezultatu drugiej tury wyborów.
30 listopada 2010, w czasie konferencji komisji wyborczej, jeden z jej członków reprezentujący prezydenta Gbagbo uniemożliwił ogłoszenie przez jej rzecznika prasowego wyników wyborów z trzech spośród 18 okręgów wyborczych. W obecności dziennikarzy podarł kartkę papieru z przygotowanymi danymi, co spowodowało zakończenie konferencji. Opozycja oskarżyła prezydenta o próbę „skonfiskowania władzy”. Szef sztabu wyborczego prezydenta Gbagbo Pascal Affi N’Guessan zarzucił natomiast komisji publikację wyników przed osiągnięciem porozumienia w tej sprawie przez jej wszystkich członków. Raz jeszcze oskarżył Nowe Siły o fałszerstwa na północy kraju, w tym o wypełnianie urn wyborczych i zastraszenie obywateli groźbą odpalenia wyrzutni rakietowych. O publikację wyników w terminie zaapelowała Francja, Stany Zjednoczone i Unia Europejska. Francuska minister spraw zagranicznych Michèle Alliot-Marie wyraziła również gotowość interwencji w przypadku zagrożenia bezpieczeństwa bądź interesów francuskich obywateli (ok. 12 tys. osób) lub 900-osobowego kontyngentu francuskich żołnierzy stacjonującego w Wybrzeżu Kości Słoniowej. Sekretarz generalny ONZ Ban Ki-moon powiedział, że organizacja „będzie stała na straży procesu wyborczego w celu uszanowania woli obywateli wyrażonej w wyborach”.
1 grudnia 2010 komisja wyborcza (CEI), choć prawnie zobligowana, nie zdołała ogłosić wyników wyborów z powodu sporów w tej materii między jej członkami reprezentującymi obozy dwóch kontrkandydatów. Doprowadziło to do wzrostu niepokojów wśród społeczeństwa. Prezydent Gbagbo przedłużył obowiązywanie godziny policyjnej do 4 grudnia (od 19:00 do 6:00). Pomimo tego w nocy nieznani sprawcy zaatakowali biuro Alassane Ouattary w Abidżanie, w wyniku czego zginęły co najmniej 4 osoby. Sztab Gbagbo zwrócił się także do Rady Konstytucyjnej z wnioskiem o anulowanie wyników wyborów (wciąż nieopublikowanych) z północnych regionów kraju z powodu domniemanych fałszerstw wyborczych. Na czele Rady Konstytucyjnej stał Paul Yao N’Dre, członek partii prezydenta Gbagbo, któremu opozycja zarzuciła stronniczość.
2 grudnia 2010 przewodniczący CEI Youssouf Bakayoko ogłosił ostateczne wyniki wyborów, według których ich zwycięzcą został Alassane Ouattara, zdobywając 54,1% głosów poparcia. Urzędujący prezydent Laurent Gbagbo uzyskał 45,9% głosów. Frekwencja wyborcza wyniosła ponad 81%. Jego konferencja odbyła się w jednym z hoteli w centrum Abidżanu chronionym przez kontyngent wojsk ONZ. Wkrótce po ogłoszeniu wyników przewodniczący Rady Konstytucyjnej Paul Yao N’dre unieważnił wyniki ogłoszone przez komisję wyborczą. Stwierdził, że z powodu przekroczenia terminu nie była ona już prawnie zobligowana do publikacji wyników. Ogłosił przejęcie kompetencji w tej sprawie przez Radę Konstytucyjną. Rada Konstytucyjna zgodnie z prawem miała 7 dni na zatwierdzenie wyników wyborów. 2 grudnia władze zamknęły lądowe, morskie i powietrzne granice państwowe oraz zawiesiły nadawanie sygnału radiowo-telewizyjnego zagranicznych stacji.
W odpowiedzi na wydarzenia w Wybrzeżu Kości Słoniowej Rada Bezpieczeństwa ONZ ostrzegła, że gotowa jest do podjęcia „odpowiednich środków” przeciwko komukolwiek próbującemu zakłócić proces wyborczy. O poszanowanie wyników wyborów zaapelowały Stany Zjednoczone i Francja. Rzecznik Białego Domu Mike Hammer stwierdził, że ponieważ wybory zostały uznane za wolne i sprawiedliwe przez akredytowanych zagranicznych obserwatorów, żadna z partii nie może blokować procesu wyborczego. Prezydent Francji Nicolas Sarkozy wezwał natomiast Radę Konstytucyjną do poszanowania woli narodu. Międzynarodowy Trybunał Karny zapowiedział monitorowanie wszelkich aktów przemocy.

## Publikacja wyników II tury wyborów przez Radę Konstytucyjną
3 grudnia 2010 Rada Konstytucyjna zwycięzcą wyborów prezydenckich ogłosiła prezydenta Laurenta Gbagbo. Rada unieważniła wyniki wyborów z 7 departamentów w trzech północnych regionach kraju (Savanes, Vallée du Bandama, Worodougou), w których Alassane Ouattara uzyskał największe poparcie. Anulowanych zostało w sumie prawie 608 tys. głosów (z czego ponad 544 tys. oddanych na Ouattarę). Skorygowane w ten sposób wyniki dawały Gbagbo 51,45% głosów, a jego rywalowi 48,55% głosów. Przewodniczący Rady Konstytucyjnej Paul Yao N’dre oznajmił, że konieczność anulowania części wyników była spowodowana „poważną naturą nieprawidłowości” w zakwestionowanych okręgach.
Alassane Ouattara odrzucił wyniki ogłoszone przez Radę Konstytucyjną i uznał się za rzeczywistego zwycięzcę wyborów. Z obawy o bezpieczeństwo przebywał w Hotelu Golf w Abidżanie, chronionym przez siły ONZ. W proteście przeciwko decyzji Rady Konstytucyjnej na ulice miasta wyszli jego zwolennicy, co wywołało starcia ze służbami bezpieczeństwa. Sztab Ouattary ostrzegł przed możliwością ponownego wybuchu wojny domowej, obarczając odpowiedzialnością za dalszy rozwój wypadków obóz prezydenta Gbagbo. Zarzucił mu utrwalanie podziału kraju. Bojownicy z Nowych Sił w opublikowanym oświadczeniu uznali Ouattarę za prawomocnego prezydenta kraju. Alassane Ouattara stwierdził, że „Rada Konstytucyjna przekroczyła swoją władzę, co zauważył cały świat”.
Społeczność międzynarodowa odrzuciła decyzję Rady Konstytucyjnej i za prawomocnego zwycięzcę wyborów i prezydenta uznała Alassane Ouattarę. Szef misji ONZ w Wybrzeżu Kości Słoniowej Choi Youn-jin, który zgodnie z porozumieniem pokojowym z 2007 kończącym wojnę domową był zobligowany zatwierdzić wyniki wyborów, potwierdził zwycięstwo Ouattary. Stwierdził, iż wyniki ogłoszone przez CEI nie uległy zmianie. Dodał, że nawet w przypadku uwzględnienia skarg obozu Gbagbo, całościowe wyniki nie uległyby zmianie. Misja ONZ dysponowała kopiami danych z wynikami wyborów z prawie każdego lokalu wyborczego. Sekretarz generalny ONZ Ban Ki-moon w wydanym oświadczeniu uznał zwycięstwo Ouattary. Złożył mu gratulacje i wezwał do pracy na rzecz pokoju, stabilności i pojednania w Wybrzeżu Kości Słoniowej. Prezydenta Gbagbo wezwał natomiast do „działania na rzecz dobra kraju i współpracy w pokojowym przekazaniu władzy”.
Prezydent USA Barack Obama uznał za wiarygodny rezultat wyborów ogłoszony przez komisję wyborczą i potwierdzony przez akredytowanych obserwatorów i ONZ. Pogratulował zwycięstwa Ouattarze oraz ostrzegł, iż społeczność międzynarodowa jest gotowa na „powstrzymanie każdego, kto działa w kierunku wstrzymania procesu wyborczego i woli wyborców”. Również prezydent Francji Nicolas Sarkozy wezwał do „poszanowania woli narodu i powstrzymania się od działań mogących wywołać przemoc”. Prezydent Nigerii Goodluck Jonathan, pełniący zarazem funkcję przewodniczącego ECOWAS, wezwał strony do „respektowania i wprowadzenia w życie werdyktu narodu iworyjskiego ogłoszonego przez komisję wyborczą”. Szef Międzynarodowego Funduszu Walutowego Dominique Strauss-Kahn ogłosił, że instytucja będzie współpracować wyłącznie z rządem uznanym przez ONZ. O poszanowanie woli narodu zaapelowała także szefowa dyplomacji UE Catherine Ashton oraz Unia Afrykańska. UA wyraziła „głębokie zaniepokojenie” wydarzeniami i zapowiedziała podjęcie kroków przeciwko „autorom działań mogących zakłócić integralność procesu wyborczego”.

Wyniki II tury wyborów prezydenckich według regionów: różowy – zwycięstwo Gbagbo; zielony – zwycięstwo Ouattary

4 grudnia 2010 Laurent Gbagbo złożył przysięgę w pałacu prezydenckim w Abidżanie, obejmując prezydenturę na kolejną kadencję. Stanowisko ONZ uznał za ingerencję w sprawy wewnętrzne kraju i zagroził wydaleniem jej sił pokojowych. Zapowiedział „obronę suwerenności” Wybrzeża Kości Słoniowej. Kilka godzin później w Hotelu Golf zaprzysiężony na prezydenta kraju został Alassane Ouattara, który na piśmie przedłożył Radzie Konstytucyjnej tekst własnej przysięgi. Premier Guillaume Soro, który uznał go prawowitego prezydenta, złożył na jego ręce rezygnację ze stanowiska, jednakże Ouattara powierzył mu na nowo misję utworzenia gabinetu. Premier Soro, były lider Nowy Sił, odrzucił decyzję Rady Konstytucyjnej, uznając ją zagrożenie dla wysiłków na rzecz stabilizacji i ponownego zjednoczenia państwa. W kilku miastach, w tym w Abidżanie i Bouaké, doszło do pomniejszych protestów zwolenników Ouattary występujących przeciwko zaprzysiężeniu Laurenta Gbagbo. 5 grudnia 2010 Laurent Gbagbo na stanowisko szefa rządu mianował natomiast Gilberta Marie N’gbo Aké. Powstanie dwóch ośrodków władzy państwowej doprowadziło do kryzysu politycznego.
- Szczegółowe wyniki drugiej tury wyborów:

| Kandydat       | Kandydat          | Partia polityczna                           | Wyniki według komisji wyborczej | Wyniki według komisji wyborczej | Wyniki według Rady Konstytucyjnej | Wyniki według Rady Konstytucyjnej |
| Kandydat       | Kandydat          | Partia polityczna                           | Liczba głosów                   | %                               | Liczba głosów                     | %                                 |
|                | Alassane Ouattara | Zgromadzenie Republikanów (RDR)             | 2 483 164                       | 54,10%                          | 1 938 672                         | 48,55%                            |
|                | Laurent Gbagbo    | Front Ludowy Wybrzeża Kości Słoniowej (RFI) | 2 107 055                       | 45,90%                          | 2 054 537                         | 51,45%                            |
| Głosy nieważne | Głosy nieważne    | Głosy nieważne                              | 99 147                          |                                 | 88 556                            |                                   |
| Razem          | Razem             | Razem                                       | 4 689 366 (81,12%)              | 100%                            | 4 081 765 (71,28%)                | 100%                              |
| Źródło:        |                   |                                             |                                 |                                 |                                   |                                   |